# Производная Гато
Произво́дная Гато́ — расширение концепции производной на локально выпуклые топологические векторные пространства. Название дано в честь французского математика Ренэ́ Гато́.

## Определение
Пусть {\displaystyle X} и {\displaystyle Y} — нормированные пространства над полем {\displaystyle \mathbb {R} }, а {\displaystyle F} — отображение, действующее из {\displaystyle X} в {\displaystyle Y}. Если для некоторого {\displaystyle x\in X} и некоторого {\displaystyle h\in X} существует предел (сходимость понимается по норме пространства {\displaystyle Y})
{\displaystyle dF(x,h)=\left.{d \over dt}F(x+t\cdot h)\right\vert _{t=0}=\lim _{t\to 0}{F(x+t\cdot h)-F(x) \over t},}
то его называют дифференциалом Гато (или слабым дифференциалом) отображения {\displaystyle F} в точке {\displaystyle x} (на приращении {\displaystyle h}). Отображение {\displaystyle dF(x,h)} также называют первой вариацией отображения {\displaystyle F} в точке {\displaystyle x} (на приращении {\displaystyle h}).
Дифференциал Гато обладает свойством однородности: если определён {\displaystyle dF(x,h)}, то для любого {\displaystyle k\in \mathbb {R} } будет определён {\displaystyle dF(x,k\cdot h)=k\cdot dF(x,h)}.
Слабый дифференциал не обязан быть линейным по {\displaystyle h}. Если линейность имеет место, то есть
{\displaystyle dF(x,h)=F'(x)\ h,}
где {\displaystyle F'(x)} — ограниченный линейный оператор, то {\displaystyle F'(x)} называется слабой производной (или производной Гато) отображения {\displaystyle F} в точке {\displaystyle x}.